# Župnija Vir
Župnija Vir pri Domžalah je rimskokatoliška teritorialna župnija dekanije Domžale nadškofije Ljubljana.

## Zgodovina
Župnija je bila ustanovljena leta 1998. Župnijska cerkev je trenutno v gradnji.